# Zone violente
Pour plus de détails, voir Fiche technique et Distribution.
Zone violente (Coastlines) est un film indépendant américain écrit et réalisé par Victor Nuñez, sorti en 2002.

## Synopsis
Après avoir purgé une peine de trois ans de prison, Sonny Mann retourne dans sa ville natale sur la côte de Floride, où la vie et les habitants n’ont pas beaucoup changé. Parmi eux le chef de la pègre locale, Eddie Vance, qui doit de l’argent à Sonny. Quand ce dernier se présente pour réclamer son dû, il est passé à tabac, puis sa maison est détruite par une explosion et son père est assassiné. Assoiffé de vengeance contre Vance et son gang, Sonny emménage chez son vieil ami Dave Lockhart. Dave est le shérif du comté, il est marié à une infirmière, Ann, et ils ont deux enfants. Bientôt, une idylle se noue entre l’ancien détenu et Ann

## Fiche technique
- Titre : Zone violente
- Titre original : Coastlines
- Réalisation : Victor Nuñez
- Scénario : Victor Nuñez
- Chef opérateur : Virgil Mirano
- Montage : Victor Nuñez
- Musique : Charles Engstrom
- Producteurs : Jody Allen Patton, Victor Nuñez et Jonathan Sehring
- Production : Clear Blue Sky, Fly Over L.C. et IFC
- Distribution : IFC
- Genre : drame
- Pays :  États-Unis
- Durée : 110 min.
- Sortie :
  -  16 janvier 2002 (festival de Sundance) •  31 mai 2006
  -  11 janvier 2011 (directement en vidéo)

## Distribution
- Timothy Olyphant : Sonny Mann
- Josh Brolin : Dave Lockhart
- Sarah Wynter : Ann Lockhart
- Scott Wilson : Pa Mann
- Angela Bettis : Effie Bender
- Josh Lucas : Eddie Vance
- Robert Wisdom : Bob Johnson
- Daniel von Bargen : shérif Tate
- Blake Lindsley : la rousse dans le bar
- Robert Glaudini : Henry
- Edwin Hodge : Roy
- Abigail Mavity : Rachel Lockhart
- Caity Elizabeth : Trish Lockhart
- Steven Gilborn : docteur
- Karen S. Gregan : dame en rouge
- Freda Foh Shen : infirmière
- William Forsythe : Fred Vance
- Gregory R. Jones : ambulancier
- Jennie Stringfellow : la secrétaire de Fred Vance
- Bob Martin : pasteur
- Rachel Plotkin : blonde dans le bar
- Jay S. Pearson : auxiliaire médical
- Alexa Davalos (non créditée) : la petite amie d’Eddie Vance
- Aaron Stephens (non crédité) : Patrick

## Autour du film
Zone violente est le dernier volet de la Panhandle Trilogy de Victor Nuñez, après Ruby in Paradise et L'Or de la vie.
Le tournage s’est déroulé en Floride, à Carrabelle dans le comté de Franklin et à Sopchoppy dans le comté de Wakulla.